# Аргозелу
Аргозелу (порт. Argozelo; МФА: [aɾ.gu.ˈze.ɫu]) — парафія в Португалії, у муніципалітеті Віміозу. Розташована в північно-східній частині країни, на теренах історичної португальської провінції Трансмонтана. Входить до складу округу Браганса. За адміністративним поділом, чинним до 1976 року, терени парафії були складовою провінції Трансмонтана і Верхнє Дору. Належить до Брагансько-Мірандської діоцезії Католицької церкви. Патрон — святий Фруктуоз. Площа — 29,5267 км². Населення — 701 ос. (2011). Слабо урбанізований регіон. Густота населення — 23,74 осіб/км²
. Код — 041103.

## Населення
| Кількість мешканців | Кількість мешканців | Кількість мешканців | Кількість мешканців | Кількість мешканців | Кількість мешканців | Кількість мешканців | Кількість мешканців | Кількість мешканців | Кількість мешканців | Кількість мешканців | Кількість мешканців | Кількість мешканців | Кількість мешканців | Кількість мешканців |
| ------------------- | ------------------- | ------------------- | ------------------- | ------------------- | ------------------- | ------------------- | ------------------- | ------------------- | ------------------- | ------------------- | ------------------- | ------------------- | ------------------- | ------------------- |
| 1864                | 1878                | 1890                | 1900                | 1911                | 1920                | 1930                | 1940                | 1950                | 1960                | 1970                | 1981                | 1991                | 2001                | 2011                |
| 1 265               | 1 260               | 1 422               | 1 362               | 1 585               | 1 316               | 1 570               | 1 668               | 1 867               | 2 088               | 1 575               | 1 502               | 983                 | 809                 | 701                 |